# Karl Kuhn (Kellner)
Karl Georg Kuhn (* 26. Juli 1897 in Heilbronn; † 9. November 1923 in München) war ein deutscher Kellner und Todesopfer des Hitlerputsches. Er wurde als unbeteiligter Schaulustiger auf dem Odeonsplatz erschossen. Von der NS-Bewegung wurde er zum sogenannten „Blutzeugen“ stilisiert.

## Leben
Kuhn war 1913 von Heilbronn nach München gezogen und hatte dort als Kellner gearbeitet. Nach NS-Quellen war er 1914 in einem Londoner Hotel angestellt und kehrte nach Deutschland zurück, um am Ersten Weltkrieg teilzunehmen.
Gesichert ist, dass Kuhn während des Ersten Weltkrieges der Bayerischen Armee angehörte und dass er im Juni 1917 als Kriegsteilnehmer leicht verwundet wurde.
Angeblich nahm er als Angehöriger des Bundes Oberland am Hitler-Ludendorff-Putsch teil und erlitt auf dem Odeonsplatz vor der Feldherrnhalle eine tödliche Schussverletzung. Tatsächlich war Kuhn Kellner des Cafés Annast am Odeonsplatz 18 und wurde getroffen, als er unvorsichtig vor die Tür trat. Außer Kuhn wurden noch mehrere weitere Passanten angeschossen und zum Teil schwer verletzt.
Im Nationalsozialismus wurde Kuhn als einer der „Blutzeugen“ der Bewegung geehrt. Nach ihm wurden Straßen benannt, unter anderem in Heilbronn, aber auch in vielen weiteren Städten wie Gelsenkirchen, Recklinghausen, Stralsund, Dresden, Freising oder Greifswald. In Heilbronn wurde sein Name 1934 auf einem Denkmal „für die Taten der Bewegung“ verewigt. 1935 wurde sein Leichnam gemeinsam mit 15 getöteten Putschisten in einen der neu erbauten „Ehrentempel“ auf dem Münchner Königsplatz überführt.